# Irlanda nos Jogos Olímpicos de Inverno de 2018
A Irlanda participou dos Jogos Olímpicos de Inverno de 2018, realizados na cidade de Pyeongchang, na Coreia do Sul.
O país fez sua sétima aparição em Olimpíadas de Inverno, sendo que participa regularmente desde os Jogos de 1998, em Nagano. Sua delegação foi composta de cinco atletas que competiram em quatro esportes.

## Desempenho

### Esqui alpino
Feminino
| Atleta     | Evento         | Descida 1 | Descida 2 | Total   | Pos. |
| ---------- | -------------- | --------- | --------- | ------- | ---- |
| Tess Arbez | Slalom         | 59.47     | 59.00     | 1:58.47 | 46º  |
| Tess Arbez | Slalom gigante | 1:22.12   | 1:18.12   | 2:40.24 | 50º  |

Masculino
| Atleta           | Evento    | Descida 1 | Descida 2 | Total   | Pos. |
| ---------------- | --------- | --------- | --------- | ------- | ---- |
| Patrick McMillan | Combinado | 1:25.77   | DNF       | DNF     | DNF  |
| Patrick McMillan | Downhill  |           |           | 1:49.98 | 52º  |
| Patrick McMillan | Super-G   |           |           | 1:33.54 | 48º  |

### Esqui cross-country
Masculino
| Atleta                  | Evento                | Qualificatória   | Qualificatória | Quartas       | Quartas     | Semifinal   | Semifinal   | Final       | Final       |
| Atleta                  | Evento                | Tempo            | Pos.           | Tempo         | Pos.        | Tempo       | Pos.        | Tempo       | Pos.        |
| ----------------------- | --------------------- | ---------------- | -------------- | ------------- | ----------- | ----------- | ----------- | ----------- | ----------- |
| Thomas Hjalmar Westgård | 15 km livre           |                  |                |               |             |             |             | 37:36.6     | 63º         |
| Thomas Hjalmar Westgård | 30 km skiathlon       | Clássico 44:48.3 | 57º            | Livre 41:12.7 | 60º         |             |             | 1:32:34.2   | 60º         |
| Thomas Hjalmar Westgård | 50 km clássico        |                  |                |               |             |             |             | DNS         | DNS         |
| Thomas Hjalmar Westgård | Velocidade individual | 3:29.16          | 62º            | Não avançou   | Não avançou | Não avançou | Não avançou | Não avançou | Não avançou |

### Esqui estilo livre
Masculino
| Atleta        | Evento   | Qualificatória | Qualificatória | Qualificatória | Final       | Final       | Final       | Final       |
| Atleta        | Evento   | Descida 1      | Descida 2      | Pos.           | Descida 1   | Descida 2   | Descida 3   | Pos.        |
| ------------- | -------- | -------------- | -------------- | -------------- | ----------- | ----------- | ----------- | ----------- |
| Brendan Newby | Halfpipe | 53.80          | 13.20          | 22º            | Não avançou | Não avançou | Não avançou | Não avançou |

### Snowboard
Masculino
| Atleta          | Evento   | Qualificatória | Qualificatória | Qualificatória | Final       | Final       | Final       | Final       |
| Atleta          | Evento   | Descida 1      | Descida 2      | Pos.           | Descida 1   | Descida 2   | Descida 3   | Pos.        |
| --------------- | -------- | -------------- | -------------- | -------------- | ----------- | ----------- | ----------- | ----------- |
| Seamus O'Connor | Halfpipe | 65.50          | 39.75          | 18º            | Não avançou | Não avançou | Não avançou | Não avançou |

Legenda
| Recorde mundial      | Recorde mundial (World record)               |                       | Recorde africano                      | Recorde africano (African) |                                           | Q | Classificado por posição (Qualified) |
| Recorde olímpico     | Recorde olímpico (Olympic record)            | Recorde da América    | Recorde da América (Americas)         | q                          | Classificado por melhor tempo (Qualified) |   |                                      |
| Melhor marca do ano  | Melhor marca do ano (World leading)          | Recorde asiático      | Recorde asiático (Asian)              | DNS                        | Não largou (Did not start)                |   |                                      |
| Recorde nacional     | Recorde nacional (National record)           | Recorde europeu       | Recorde europeu (European)            | DNF                        | Não terminou (Did not finish)             |   |                                      |
| Recorde pessoal      | Recorde pessoal do atleta (Personal best)    | Recorde da Oceania    | Recorde da Oceania (Oceania)          | DSQ / DQ                   | Desclassificado (Disqualified)            |   |                                      |
| Recorde da temporada | Recorde da temporada do atleta (Season best) | Recorde sul-americano | Recorde sul-americano (South America) | NM                         | Sem marca (No mark)                       |   |                                      |